# Handley Page Type A
El Handley Page Type A, a veces llamado "Bluebird" y más tarde designado HP.1, fue el primer avión a motor diseñado y construido por Frederick Handley Page.

## Desarrollo
Tras el éxito de 1909 con un planeador experimental, Handley Page diseñó y construyó un monoplano monoplaza. Era de construcción en madera con tren de aterrizaje de patín de cola, propulsado por un motor V4 Advance de 15 kW (20 hp) y refrigerado por aire. Usaba un ala con una forma patentada por José Weiss, de la que se afirmaba que proporcionaba estabilidad lateral automática, por lo que no disponía de alerones ni mecanismos de deformación del ala. Weiss también fue el responsable del diseño de su hélice tractora. Las alas, el fuselaje y las superficies de cola estaban recubiertos de tela engomada gris azulada, de ahí el apodo Bluebird. Después de que el avión hubiera sido exhibido en la segunda Olympia Aero Exhibition, Handley Page realizó exitosamente unos pocos saltos rectos en el Bluebird el 26 de mayo de 1910, pero se estrelló en el primer intento de realizar un giro. Handley Page mejoró el diseño para incluir control lateral a través de la deformación alar e instaló un motor bóxer de dos cilindros Alvaston de 18,6 kW (25 hp) y refrigerado por agua. El reconstruido avión fue designado Handley Page Type C, pero se negó a volar. Aunque los trabajos se completaron modificando el avión para acomodar un motor radial Isaacson de 37 kW (50 hp), fue abandonado a finales de 1910. Acabó su vida como célula de instrucción en el Northampton Polytechnic Institute en Clerkenwell, donde Handley Page era profesor.
En 1924, la compañía aplicó números de modelo retrospectivamente, convirtiéndose el Type A en el HP.1, y el Type C en el HP.3.

## Variantes
Type A (HP.1)
Monoplano experimental propulsado por un motor Advance de 4 cilindros, uno construido.
Type C (HP.3)
Type A mejorado y equipado con un motor bóxer Alvaston.

## Especificaciones
Referencia datos: Handley Page Aircraft since 1907

### Características generales
- Tripulación: Uno (piloto)
- Longitud: 6,3 m (20,5 ft)
- Envergadura: 9,9 m (32,5 ft)
- Superficie alar: 13,9 m² (149,6 ft²)
- Peso vacío: 136 kg (299,7 lb)
- Peso cargado: 205 kg (451,8 lb)
- Planta motriz: 1× motor lineal V4 refrigerado por aire Advance.
  - Potencia: 15 kW (21 HP; 20 CV)
- Hélices: Bipala de madera de paso fijo

### Rendimiento
- Velocidad máxima operativa (Vno): 56 km/h (35 MPH; 30 kt)

## Aeronaves relacionadas

### Secuencias de designación
- Secuencia Alfabética (interna de Handley Page): Type A - Type B - Type C - Type D - Type E - Type F →
- Secuencia HP._ (interna de Handley Page): HP.1 - HP.2 - HP.3 - HP.4 - HP.5 - HP.6 →